# NGC 1483
NGC 1483 é uma galáxia espiral barrada (SBbc) localizada na direcção da constelação de Horologium. Possui uma declinação de -47° 28' 42" e uma ascensão recta de 3 horas, 52 minutos e 47,7 segundos.
A galáxia NGC 1483 foi descoberta em 2 de Setembro de 1826 por James Dunlop.